# Euphysilla pyramidata
Euphysilla pyramidata är en nässeldjursart som beskrevs av Paul Torben Lassenius Kramp 1955. Euphysilla pyramidata ingår i släktet Euphysilla och familjen Corymorphidae. Inga underarter finns listade i Catalogue of Life.